# Unintended
Unintended è un singolo del gruppo musicale britannico Muse, pubblicato il 30 maggio 2000 come quinto estratto dal primo album in studio Showbiz.
Nel 2020 il frontman Matthew Bellamy ha pubblicato una versione acustica del brano come singolo.

## Video musicale
Il videoclip, diretto da Howard Greenhalgh, mostra i componenti del gruppo all'interno di una villa abbandonata, nel quale risiedono alcune persone che fluttuano e si contorcono anziché muoversi normalmente.

## Tracce
CD promozionale (Germania)
1. Unintended – 3:57
2. Recess – 3:35

CD promozionale (Regno Unito)
1. Unintended – 3:57

CD (Benelux)
1. Unintended – 4:00
2. Recess – 3:35
3. Falling Down (Live Acoustic) – 5:10
4. Sober (Live) – 4:07

CD – parte 1 (Regno Unito)
1. Unintended – 4:00
2. Recess – 3:35
3. Falling Down (Live Acoustic) – 5:10
4. Unintended (Video) – 4:00

CD – parte 2 (Regno Unito)
1. Unintended – 4:00
2. Nishe – 2:42
3. Hate This and I'll Love You (Live Acoustic) – 5:00

MC (Regno Unito), 7" (Regno Unito)
- Lato A

1. Unintended – 4:00

- Lato B

1. Sober (Live) – 4:07

Download digitale
1. Unintended – 3:57
2. Recess – 3:35
3. Falling Down (Live Acoustic) – 5:12
4. Nishe – 2:45
5. Hate This and I'll Love You (Live Acoustic) – 5:02
6. Sober (Live) – 4:06

## Formazione
Hanno partecipato alle registrazioni, secondo le note di copertina di Showbiz:
Gruppo
- Matthew Bellamy – voce, chitarra nylon, mellotron, organo Hammond
- Dominic Howard – batteria
- Chris Wolstenholme – basso

Altri musicisti
- Paul Reeve – cori

Produzione
- Paul Reeve – produzione, registrazione
- Muse – produzione
- John Leckie – missaggio, produzione aggiuntiva
- Adrian Scarfe – assistenza al missaggio
- Safta Jaffrey – produzione esecutiva
- Dennis Smith – produzione esecutiva
- Mark Thomas – assistenza tecnica

## Classifiche
| Classifica (2000) | Posizione massima |
| ----------------- | ----------------- |
| Norvegia          | 5                 |
| Paesi Bassi       | 99                |
| Regno Unito       | 20                |